# Los Crudos
Los Crudos es una banda de hardcore punk, oriunda del barrio de Pilsen, en Chicago, Illinois, activos entre 1991 y 1998, volviendo intermitentemente desde 2006. Contando solo con miembros latinos, la banda abrió el camino para las posteriores bandas punk hispanohablantes en los Estados Unidos, y ayudó a aumentar la presencia de latinos en el punk. Expresan una crítica anarquista de los problemas que afectan a América Latina y la comunidad latina, como el imperialismo estadounidense, el racismo, la xenófobia y la desigualdad económica. Han sido descritos como uno de los mejores grupos de punk de los 90s  y uno de los mejores grupos de hardcore... de todos. Paul Kennedy los describe como muy populares tanto en las escenas crustys como la emo/straight edge en América del Norte.

## Historia
Los Crudos se formó en 1991, por el vocalista Martin Sorrondeguy y el guitarrista José Casas, quienes se mantuvieron en los cambios de formación constantes en la banda. Todas las letras estuvieron escritas en español, a excepción de la canción We're That Spic Band, escrita en respuesta a un miembro del público que les llamó banda spic, término despectivo para referirse a los latinos. Todas sus letras fueron explicitamente políticas, aludiendo a problemas de clase, brutalidad policiaca, homofobia y racismo, especialmente en las propagandas electorales contra los inmigrantes en California. En los conciertos, Sorrondeguy solía explicar extensamente el significado de las canciones entre las canciones, en parte para dejar las barreras del idioma (a veces el público no estaba contento con esto). La música era ruidosa, rápida y energética, con tres notas musicales o menos. We Are That Spic Band y Asesinos (sobre los jóvenes desaparecidos en las dictaduras militares latinoamericanas) han sido sus canciones más recordadas.
Los primeros shows fueron en Pilsen, Chicago, el barrio latino donde los miembros vivian/viven; según Martin: Una de las principales razones para cantar en español fue comunicarse directamente con los niños de nuestro vecindario. En Pilsen, la banda también trabajó estrechamente con agencias comunitarias como Project Vida, organizaciones de prevención del sida, y Project Hablo, un grupo en contra de la violencia doméstica.
Los Crudos se basan en la ética hazlo tu mismo, en la organización de sus grabaciones, lanzamientos, conciertos, tours y poleras serigrafiadas. Estuvieron en México (1994), Latinoamérica, Europa, Japón y varias veces por los Estados Unidos. Las grabaciones se difundieron por los sellos independientes Flat Earth Records, Ebullition Records y Lengua Armada Discos (propiedad de Martin) principalmente. La última formación rítmica de la banda incluyó a Juan Jiménez (bajo) y Ebro Virumbrales (batería, también miembro de Charles Bronson y MK-ULTRA).
El último show de Los Crudos de los años noventa fue en octubre de 1998, en el barrio que empezaron en Pilsen. Después del quiebre, Sorrondeguy formó la banda queercore Limp Wrist, y lanzó un documental sobre Chicano/Latino punk Beyond The Screams: A U.S. Latino Hardcore Punk Documentary. También ha sido parte de bandas como Harto y Tragatelo. El guitarrista José siguió en la banda punk I Attack. El baterista Ebro se convirtió en vocal de la banda Punch in the Face..
La banda anunció una reunión para junio del 2006, en el festival "Southkore" (primer y más grande festival norteamericano Latino punk), en Chicago's Little Village, ante más de 400 personas. En 2008, tocaron en el "Chaos in Tejas" en Austin, TX y en Los Ángeles, CA. En 2013, comenzaron la "Gira del Sur", pasando por Chicago, Perú, Uruguay, Brasil, Chile y Argentina. En 2016, Los Crudos tocaron en el Medio Oeste, y luego en un tour por Reino Unido y ciudades escandinavas.

## Miembros
Miembros actuales
- Martin "Crudo" Sorrondeguy – voz (1991–1998, 2006, 2008–2009, 2012–presente)
- José Casas – guitarra (1991–1998, 2006, 2008–2009, 2012–presente)
- Juan Jiménez – bajo (1996–1998, 2006, 2008–2009, 2012–presente)
- Bryan – batería (1995, 2006, 2008–2009, 2012–presente)

Miembros anteriores
- Oscar Chávez – bajo (1991-1992)
- Lenin – bajo (1992–1995)
- Mando – bajo (1996)
- Joel Martínez – batería (1991–1995)
- Ebro Virumbrales – batería (1995-1998)

## Discografía
Álbumes de larga duración
- 12" LP Canciones Para Liberar Nuestras Fronteras (1996, Flat Earth, Nabate, Lengua Armada)[12]
- 12" split con Spitboy (1995, Ebullition) – Lanzamiento más popular[13]
- 12" split con Reversal of Man (2001, Ebullition) – Sería un reprensaje del split Crudos / Spitboy, pero tras un accidente de planta se imprimieron mil copias con This Is Medicine de Reversal of Man al lado A. Las copias fueron vendidas como rareza, y el dinero donado a un centro de crisis por violación.

Singles y EPs
- Demo tape Libertad (1991, autolanzado)
- 7" Nunca Nada Cambia... A Menos Que Lo Hagamos Cambiar split con Huasipungo (1993, Discos Sanjuancito, Lengua Armada)
- 7" Western Shoshone Defense Project split con Manumission (1994, Lengua Armada)
- 7" La Rabia Nubla Nuestros Ojos... (1993, Lengua Armada)
- 7" Las Injusticias Caen Como Pesadillas (1994, Lengua Armada)[14]
- 7" split con MK- Ultra (2004, Lengua Armada)
- 7" Cobardes (2013, Nada Nada, Barmy Army, La Vida Es Un Mus)

Álbumes compilatorios
- 12" 1991–1995 Los Primeros Gritos (1997, Lengua Armada)
- Discografía (2002)
  - España, 2002, Difusión Libertaria La Idea, Beat Generation
  - Argentina, 2002, Ugly
  - México, 2003, Incertidumbre, Reacciona
  - US, 2008, Lengua Armada
  - Japón, 2009, Disk Union
  - Indonesia, 2015, Grind Today
- Tour / Gira 2013 (2013, Lengua Armada)
- Doble LP Discografía (2015)
  - US, 2015, Maximumrocknroll
  - US/Europa, 2016, La Vida Es Un Mus
  - Japón, 2017, Break The Records

Compilaciones internacionales y bootlegs
- Los Crudos (México, 1994, Cryptas)
- Canciones Para Liberar Nuestras Fronteras + Viviendo Asperamente (Polonia, 1997, Nikt Nic Nie Wie)
- Split con Former Members Of Alfonsín (Japón, 1997, ???)
- Crudos (Chile, 1999, Masapunk) – Lado A en vivo en Chile, enero de 1998. Lado B Canciones Para Liberar Nuestras Fronteras
- El Último Concierto (México, 2004, Bazar Rock, Sin Medios, Biblioteca Social Reconstruir)
- Japon Viaje Tokyo 1996 / 2002 split con Sin Dios (Japón, 2004, Sin Valor Punx) – VHS en vivo Sin Dios en Lado A (2002) y Los Crudos (1996) Lado B.
- 1492-1992 500 Años De Violación Y Asesinatos (Polonia, ???, Plague)
- Kellercore III (Alemania, ???, Zieh Dich Warm An) – Lado A grabado en vivo el 11/11/1996, lado B entrevista del programa de radio Schlagsaite.

Otros bootlegs
- 12" LP Last Stand (1997) – En vivo en Fireside Bowl, Chicago, IL, 17/10/98. Limitado a 315 copias numeradas.
- Live At P.C.H. Club 07-28-98 (2014) – Vendido en dos shows de la banda en el Che Café in San Diego, en febrero del 2014. Limitado a 50 copias.
- Split con Infest (???)
- Concierto Despedida - En Vivo Chicago 1998 (1999) – Dos últimos shows en Chicago, 17 y 18/10/1998. Editado en VHS, incluye dos footage 1992/1994 en el lado B.
- Concerto Al C.S.A. Di Udine (1996) – Grabado en vivo el 16/11/1996 en CSA Vía Volturno, Udine, Italia.

Apariciones en compilatorios
- "Quinientos Años" – In The Spirit Of Total Resistance 2x7" (1992, Profane Existence) – Beneficio para los Mohawk, en Quebec, que están siendo perseguidos desde 1990.
- "Peleamos" – Achtung Chicago Zwei! LP/CD (1993, Underdog)
- "Vendedores De Dolor" – Chicago Hardcore Compilation 7" (1993, C.S.)
- "Quinientos Años" – Anarko Hardcore Vol. 1 k7 (1994) – Compilación del "Anarko Fanzine", España.
- "Lengua Armada" – A History Of Compassion and Justice 7" (1994, Lengua Armada) – Beneficio para un mural en Chicago.[15]
- "Ahora Se Quejan" – Stealing the Pocket Compilation LP (1995, Positively Punk)
- "Levántante!" – Kickstart - Dec 95 k7 (1995, Kickstart) – Lanzado por la radio CHRY de Toronto, Canadá.
- "At The Fireside Bowl" – CIA Via UFO To Mercury LP (1995) – Presentación en vivo de 1994.
- "Escupiendo En Tu Propia Cara" – Cry Now, Cry Later Vol. 4 2x7" (1996, Theologian, Pessimiser)
- "¿Que Te Conviene?" – Books To Prisoners 7" (1996, Young Heirs Project)[16][17]
- "Cobardes" – Liberame 7" (1998, El Grito)[18]
- "No Existen Paloma Blancos en mi Barrio" – Flat Earth Records The First Ten Years k7 (1998, Flat Earth)
- "Vendedores de Dolor" – Anti War Compilation Vol. 2 k7 (1998, Aktivita Cabaret Voltaire)
- "Me Lo Paso Por El Culo" – Bllleeeeaaauuurrrrgghhh!: A Music War 7" (1998, Slap-a-Ham)[19]
- "Somos Peligrosos" – Iron Columns 2xLP (1999, Mind Control)
- "Tiempos de Miseria y Lucha" – America Es Bella... Para Vivir Resistiendo!! LP (1999, Cryptas) – Compilado compartido con diversas bandas de Chile, Argentina, Brasil y México. Incluye el fanzine Cryptas #3, el cual incluye letras e info de las bandas.
- "Sin Título" – Reality Part #3 CD/LP (1999, Deep Six)
- "Tiempo de Miseria", "That's Right We're That Spic Band" – Música Para Soñadores Vol. 1 CD (1999, Ugly Records)
- "Mediocre" – Chicago's On Fire Again 7" (2001, Lengua Armada)
- "Spicband", "Poco" – Queencrust Versus Kiss The Goat (2003) – CDr gratis para los asistentes a "Kerstival" 2003 en Países Bajos.
- "Poem / Crudo Soy" – 512 Años Después El Saqueo Continúa (2005, La Bruja) – Beneficio para las comunidades indígenas de Venezuela.
- "Desde Afuera" – Buy/Bye... 2x12" (2013, Interfearance)
- "Desde Afuera" – 100% Papel Del W.C. Nº5 CD (???, W.C.)
- "Tiempos De Miseria" – Compilação Beneficente Para Mumia E Projeto A.C.R. – A Opressão Capitalista Não Reconhece Fronteiras A Solidariedade Internacionalista Tão Pouco!!! LP (???, Esperanza!, Favela)
- "Victorias Y Ganancias" – Ways Out Of Stagnation k7 (???, Reflection)